# Chotiměř
Chotiměř är en ort i Tjeckien.   Den ligger i regionen Ústí nad Labem, i den nordvästra delen av landet, 60 km nordväst om huvudstaden Prag. Chotiměř ligger 270 meter över havet och antalet invånare är 261.
Terrängen runt Chotiměř är huvudsakligen kuperad, men åt sydost är den platt.Runt Chotiměř är det ganska tätbefolkat, med 56 invånare per kvadratkilometer. Närmaste större samhälle är Ústí nad Labem, 12,7 km norr om Chotiměř. Trakten runt Chotiměř består till största delen av jordbruksmark.